# Thiếu hiểu biết

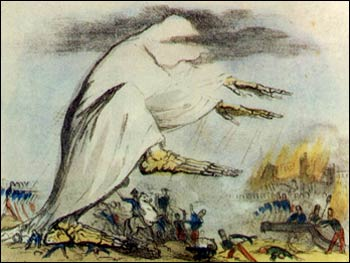
Trước khi phát triển lý thuyết mầm bệnh, nhiều người đã thờ ơ tin rằng bệnh tật được lây lan qua "không khí xấu", như được mô tả trong minh họa năm 1831 này của Robert Seymour.

Thiếu hiểu biết hay vô tri là sự thiếu kiến thức và thông tin. Thiếu hiểu biết bao gồm ba loại khác nhau: thiếu hiểu biết thực tế, thiếu hiểu biết về đối tượng và thiếu hiểu biết về kỹ thuật (thiếu kiến thức về cách làm một cái gì đó).